# Уикипедия на старобългарски език
Уикипедия на старобългарски език (Старославянска Уикипедия, на старобългарски: Словѣньска Википєдїꙗ) е версия на старобългарски език в Уикипедия. За писането на статии се използва така наречената климентовица – ранен вариант на кирилицата. При това повечето от сегашните версии на шрифтове не поддържат редица символи, необходими за правилното показване на текста. За да разрешите възможните проблеми, се препоръчва да изтеглите и инсталирате специално създаден за тези цели шрифт.

## История
Разделът е основан през 30 септември 2006 година и привлича предимно участници от славянските държави, които се интересуват от дадения език. Старобългарският (старославянският) език с появата носи характер на славянски lingua franca, така че създаването на енциклопедия на този език е интересен експеримент.
Старославянска Уикипедия получи определена известност в рунет през ноември на 2007 година след разгорещена дискусия около отстраняване на статии за Ктулху.
Символичната граница от 500 статии в Уикипедия на старобългарски език е премината 24 май 2011 година. 500-та статия е Имиджборд („Видодъска“).